# Oxytropis ulzijchutagii
Oxytropis ulzijchutagii är en ärtväxtart som beskrevs av Sanchir. Oxytropis ulzijchutagii ingår i släktet klovedlar, och familjen ärtväxter. Inga underarter finns listade i Catalogue of Life.